# Третякове
Третяко́ве — село в Україні, у Хорольській міській громаді Лубенського району Полтавської області. Населення становить 59 осіб. До 2020 орган місцевого самоврядування — Андріївська сільська рада.

## Географія
Село Третякове знаходиться на відстані 1,5 км від сіл Григорівка та Дубове. По селу протікає пересихаючий струмок з загатою. Поруч проходить автомобільна дорога Т 1709.

## Історія
12 червня 2020 року, відповідно до розпорядження Кабінету Міністрів України № 721-р «Про визначення адміністративних центрів та затвердження територій територіальних громад Полтавської області», село увійшло до складу Хорольської міської громади..
19 липня 2020 року, в результаті адміністративно - територіальної реформи та ліквідації Хорольського району, село увійшло до складу новоутвореного Лубенського району.